# 世界選手権自転車競技大会BMX2011
世界選手権自転車競技大会BMX2011（せかいせんしゅけんじてんしゃきょうぎたいかいBMX2011、2011 UCI BMX World Championships）は、2011年7月28日から7月31日まで、デンマーク、コペンハーゲンで行われた。
女子12歳の部で、畠山紗英が優勝した。

## 結果

### 男子エリート
- 決勝 7月30日（土）[2]

|                   | 選手名                       | 国籍             | 時間    |
| ----------------- | ---------------------------- | ---------------- | ------- |
|                   | ジョリス・ドデ               | フランス         | 33秒444 |
| 2                 | マーリス・シュトロムベルグス | ラトビア         | 33秒927 |
| 3                 | マーク・ウィラーズ           | ニュージーランド | 33秒954 |
| 4                 | サム・ウィロビー             | オーストラリア   | 34秒444 |
| 5                 | ブライアン・カーカム         | オーストラリア   | 34秒509 |
| 6                 | カルロス・オケンド           | コロンビア       | 34秒796 |
| 7                 | コナー・フィールズ           | アメリカ合衆国   | 37秒599 |
| 8                 | モアナ・モー                 | フランス         | 53秒645 |
| TT予選敗退(82位)  | 三瓶将廣                     | 日本             |         |
| TT予選敗退(102位) | 松下巽                       | 日本             |         |
| TT予選敗退(106位) | 阪本章史                     | 日本             |         |
| TT予選敗退(113位) | 高橋堅太                     | 日本             |         |
| TT予選敗退(128位) | 菊池雄                       | 日本             |         |

- 男子ジュニア優勝 アルフレド・カンポ（ コロンビア）

### 女子エリート
- 決勝 7月30日（土）[3]

|                  | 選手名                 | 国籍             | 時間       |
| ---------------- | ---------------------- | ---------------- | ---------- |
|                  | マリアナ・パホン       | コロンビア       | 37秒621    |
| 2                | サラ・ウォーカー       | ニュージーランド | 38秒095    |
| 3                | マガリ・ポティエ       | フランス         | 38秒396    |
| 4                | リック・クラウス       | オランダ         | 39秒340    |
| 5                | アリエル・マーティン   | アメリカ合衆国   | 39秒367    |
| 6                | ヴィルマ・リムサイテー | リトアニア       | 39秒898    |
| 7                | アマンダ・ジェヴィング | アメリカ合衆国   | 41秒483    |
| 8                | ヤナ・ホラーコヴァー   | チェコ           | 1分15秒801 |
| TT予選敗退(34位) | 三輪郁佳               | 日本             |            |

- 女子ジュニア優勝 メリンダ・マクロード（ オーストラリア）